# Iguania
Iguania är en systematisk grupp i ordningen fjällbärande kräldjur som bland annat innehåller leguaner (Iguanidae), agamer (Agamidae) och kameleonter (Chamaeleonidae).
Tillhörande arter varierar mycket i utseende. I flera fall förekommer kamliknande utskott på ryggen, hornliknande utskott på huvudet eller hudveck vid hakan. Tungans spets är inte tvådelad, ögonlocken är rörliga och pupillen är rund.
Dessa djur förekommer över hela världen i tropiska och subtropiska regioner. I Europa finns bara tre arter, Laudakia stellio, Chamaeleo chamaeleon och Chamaeleo africanus.
I djurgruppen finns många arter som lever på träd eller i ökenområden. De sydöstasiatiska flygdrakarna (Draco) kan till och med glida längre sträckor. Havsleguanen (Amblyrhynchus cristatus) hittar sin föda i oceanen.

## Överfamiljer och familjer
- Iguania Cope, 1864
  - Acrodonta Cope, 1864 
    - Kameleonter (Chamaelonidae) Rafinesque, 1815
    - Agamer (Agamidae)

  - Pleurodonta Cope, 1864 
    - Corytophanidae Fitzinger, 1843
    - Crotaphytidae Smith & Brodie, 1982
    - Hoplocercidae Frost & Etheridge, 1989
    - Leguaner (Iguanidae) Oppel, 1811
    - Leiocephalidae Frost & Etheridge, 1989
    - Leiosauridae Frost & Etheridge, 2001
    - Liolaemidae Frost & Etheridge, 1989
    - Opluridae Moody, 1983
    - Phrynosomatidae Fitzinger, 1843
    - Polychrotidae Fitzinger, 1843
    - Tropiduridae Bell, 1843